# America's Cup 2010
Den 33:e upplagan av America's Cup seglades utanför Valencias kust, och avgjordes mellan Société Nautique de Genève med teamet Alinghi mot Golden Gate Yacht Club, och deras racing team BMW Oracle Racing. Tävlingen blev föremål för omfattande domstol och tvister, och överträffade i bitterhet även den kontroversiella 1988 års America's Cup. Eftersom de båda parterna inte kunde enas om annat, tog matchen stället som en Deed of Gift-match i gigantiska, specialiserade, skrov kappseglingsbåtar. Golden Gate Yacht Club vann matchen 2-0 med sin yacht USA 17  som drevs av en styv vinge visade-segel som  visade sig vara betydligt snabbare än Société Nautique de Genève yacht Alinghi 5. 